# Threads of Life
Threads of Life è il quinto album del gruppo metal statunitense Shadows Fall, pubblicato il 3 aprile 2007 e distribuito dalla Atlantic Records negli Stati Uniti e dalla Roadrunner Records nel resto del mondo.
Il primo singolo, Redemption, è stato trasmesso per la prima volta dalla stazione radiofonica Hard Attack il 16 febbraio e il 20 febbraio è stato commercializzato su iTunes.
In marzo ha cominciato a circolare per radio, ma l'intero album era già disponibile per il download illegale dal 27 dello stesso mese.

## Tracce
1. Redemption - 04:17
2. Burning the Lives - 04:04
3. Storm winds - 04:50
4. Failure of the Devout - 05:25
5. Venomous - 03:31
6. Another Hero Lost - 04:04
7. Final Call - 06:48
8. Dread Uprising - 04:14
9. The Great Collapse - 01:36
10. Just Another Nightmare - 04:55
11. Forevermore - 05:18

### Tracce bonus
1. Stupid Crazy – 4:40 ˚
2. Fade Into Smoke – (B-Side) ˚˚
3. Dread Uprising – (Live Rehearsal) ˚˚
4. Redemption – (Live Rehersal) ˚˚˚
5. Venomous – (Live Rehersal) ˚˚˚

˚ - (versione FYE)
˚˚ - (versione Best Buy)
˚˚˚ - (versione iTunes)

## Formazione
- Brian Fair – voce
- Jonathan Donais – chitarra, voce
- Matt Bachand – chitarra, voce
- Paul Romanko – basso
- Jason Bittner – batteria